# Torrebruna
Torrebruna – miejscowość i gmina we Włoszech, w regionie Abruzja, w prowincji Chieti.
Według danych na rok 2004 gminę zamieszkiwało 1169 osób, 50,8 os./km².